# Mistrzostwa Europy w Gimnastyce Sportowej 2010
Mistrzostwa Europy w Gimnastyce Sportowej 2010 odbyły się w dniach 21 kwietnia - 2 maja 2010 w Birmingham. Były to dwudzieste ósme mistrzostwa kobiet i dwudzieste dziewiąte dla mężczyzn.

## Reprezentacja Polski

### kobiety
- Monika Frandofert – 10. (wielobój druż.)
- Gabriela Janik – 10. (wielobój druż.)
- Katarzyna Jurkowska – 10. (wielobój druż.)
- Joanna Litewka – 10. (wielobój druż.)
- Marta Pihan – 10. (wielobój druż.)

### mężczyźni
- Adam Kierzkowski – 10. (wielobój druż.); brązowy medal (poręcze)
- Roman Kulesza – 10. (wielobój druż.); 6. (poręcze); 7. (drążek)
- Marek Łyszczarz – 10. (wielobój druż.); 5. (skok)

## Medaliści

### kobiety

#### wielobój juniorek
| Miejsce | Zawodniczka         | Punkty |
| ------- | ------------------- | ------ |
|         | Wiktorija Komowa    | 58,375 |
|         | Anastasija Griszyna | 56,950 |
|         | Larissa Iordache    | 55,675 |

#### wielobój drużynowy seniorek
| Miejsce | Zawodniczka                                                                                             | Punkty  |
| ------- | --- | ------- |
|         | Rosja · Alija Mustafina · Tatiana Nabiewa · Jekatierina Kurbatowa · Anna Myzdrikowa · Ksenia Siemienowa | 169,700 |
|         | Wielka Brytania · Elisabeth Tweddle · Rebecca Downie · Nicole Hibbert · Niamh Rippin · Jocelyn Hunt ·   | 168,275 |
|         | Rumunia · Ana Porgras · Elena Amelia Racea · Diana Maria Chelaru · Raluca Oana Haidu ·                  | 164,975 |

#### przyrządy
| konkurencja | Złoto:                | Srebro:         | Brąz:               |
| poręcze     | Elizabeth Tweddle     | Alija Mustafina | Natalia Kononienko  |
| równoważnia | Elena Amelia Racea    | Alija Mustafina | Haidu Raluca Oana   |
| skok        | Jekatierina Kurbatowa | Youna Dufournet | Tatiana Nabiewa     |
| wolne       | Elizabeth Tweddle     | Anna Myzdrikowa | Diana Maria Chelaru |

### mężczyźni

#### wielobój juniorów
| Miejsce | Zawodnik      | Punkty |
| ------- | ------------- | ------ |
|         | Oldham Sam    | 84,575 |
|         | Whitlock Max  | 84,275 |
|         | Brägger Pablo | 83,150 |

#### wielobój drużynowy seniorów
| Miejsce | Zawodnik                                                                                                   | Punkty  |
| ------- | --- | ------- |
|         | Niemcy · Philipp Boy · Matthias Fahrig · Fabian Hambüchen · Marcel Nguyen · Evgenij Spiridonov             | 266,150 |
|         | Wielka Brytania · Daniel Keatings · Louis Smith · Samuel Hunter · Daniel Purvis · Kristian Thomas ·        | 263,025 |
|         | Francja · Hamilton Sabot · Cyril Tommasone · Samir Ait Said · Yannick Rayepin Moutoussamy · Yann Cucherat< | 260,100 |

#### przyrządy
| konkurencja  | Złoto:          | Srebro:              | Brąz:                           |
| drążek       | Vlasios Maras   | Epke Zonderland      | Philipp Boy Fabian Hambüchen    |
| koń z łękami | Daniel Keatings | Louis Smith          | Sašo Bertoncelj                 |
| kółka        | Matteo Morandi  | Samir Aid Said       | Jordan Jowczew                  |
| poręcze      | Yann Cucherat   | Vasileios Tsolakidis | Adam Kierzkowski Hamilton Sabot |
| skok         | Tomi Tuuha      | Matthias Fahrig      | Flavius Koczi                   |
| wolne        | Matthias Fahrig | Eleftherios Kosmidis | Daniel Purvis Marcel Nguyen     |